# Исаев, Борис Михайлович (политик)
Борис Михайлович Исаев (18 июля 1935 года — 1 октября 2004 года) — советский, российский партийный и государственный деятель, председатель Челябинского облисполкома (1988—90 гг.), председатель Челябинского областного Совета народных депутатов (апрель — июнь 1990 г.), заместитель Председателя Верховного Совета РСФСР (1990—91 гг.).

## Биография
После окончания Рязанского сельскохозяйственного института трудовую деятельность начал преподавателем училища механизации.
В 1959—1962 годах работал мастером, механиком механизированной колонны, инженером Михайловского межрайонного объединения «Сельхозтехника».
В 1962 году Б. М. Исаев переехал в Татарию и до 1965 года трудился на различных должностях в системе республиканского объединения «Сельхозтехника».
В 1965 году Борис Михайлович был направлен на партийную работу — инструктором Татарского обкома партии, в 1969 году стал первым секретарём Аксубаевского райкома КПСС.
В 1973—1985 гг. заместитель, а затем первый заместитель Председателя Совета Министров Татарской АССР — председатель Совета Татарского республиканского агропромышленного объединения.
В 1985 году был назначен первым заместителем министра заготовок РСФСР, а в 1986 году — первым заместителем министра хлебопродуктов РСФСР.
В 1988 году Б. М. Исаев направлен на работу в Челябинскую область — председателем облисполкома, в апреле — июне 1990 года — председатель Челябинского областного Совета народных депутатов.
В 1990—1991 гг. — заместитель Председателя Верховного Совета РСФСР.
В 1991—1993 гг. — заведующий отделом социально-экономического развития аппарата Верховного Совета РФ.
В 1996—2000 гг. — советник Председателя Государственной Думы Федерального Собрания Российской Федерации второго созыва.
В июне 1999 г. был избран председателем общероссийской общественной организации «Ассоциация депутатов».
Избирался депутатом Верховного Совета Татарской АССР, Челябинского областного Совета народных депутатов.
Похоронен в Москве на Троекуровском кладбище.